# Tripping the light fantastic
Tripping the light fantastic is een studioalbum van de Britse band The Enid. Nadat de band vijf jaar stil had gelegen, probeerde de leider Godfrey de band weer op poten te krijgen. Van de oude samenstelling is niemand meer over. Plaats van handeling van de opnamen, die in 1993 en 1994 plaatsvonden, was The Lodge, de privégeluidsstudio van Godfrey in Northampton.
De muziek verschilde nauwelijks van de albums die werden afgeleverd voor de tijdelijke opheffing. Lang uitgesponnen, meest instrumentale nummers staan er op Tripping. Muziekproducent was eveneens Godfrey, op "Ultraviolet cat" geassisteerd door Mark Teifer. Mantella was het eigen platenlabel van The Enid.    

## Musici
- Robert John Godfrey – toetsinstrumenten
- Nick May – gitaar
- Max Read – basgitaar en zang op "Ultraviolet cat"
- Wayne Cox- slagwerk op "Gateway", "Tripping" en "Dark hydraulic"
- Stebe Hughes – slagwerk andere nummers

## Muziek
Alle tracks van Godfrey
| Nr. | Titel                        | Duur |
| --- | ---------------------------- | ---- |
| 1.  | Ultraviolet cat              |      |
| 2.  | Little shiners               |      |
| 3.  | Gateway                      |      |
| 4.  | Tripping the light fantastic |      |
| 5.  | Freelance human              |      |
| 6.  | Dark hydraulic               |      |
| 7.  | The biscuit game             |      |